# Leonard Barden
Leonard William Barden (* 20. August 1929 in Croydon, London) ist ein britischer Schachspieler, Kolumnist und Autor.

## Leben
Der Sohn eines Müllmanns studierte am Balliol College in Oxford. 1951/52 sowie 1957/58 belegte er beim Hastings-Schachturnier den 4. Platz. 1946 gewann er die britische Fernschach-Olympiade der Junioren. 1954 wurde er gemeinsam mit Alan Phillips britischer Einzelmeister. Barden nahm mit der englischen Nationalmannschaft an den Schacholympiaden 1952, 1954, 1960 und 1962 teil. Er kommentierte für BBC alle Partien der Schachweltmeisterschaft 1972. Von 1973 bis 1978 war er Co-Moderator der jährlichen Master-Spiele bei BBC2. Seit seinem ersten Buch A Guide to Chess Openings (1957) veröffentlichte Barden mehr als zwanzig weitere Bücher.
Barden ist der dienstälteste Schachkolumnist der Welt. Seit September 1955 schreibt er für den The Guardian, seit 1956 für den Evening Standard und seit 1974 für die Financial Times. In seiner Kolumne im Guardian vom 24. Februar 1975 sagte Barden richtig voraus, dass der zu diesem Zeitpunkt elfjährige Garri Kasparow im Jahre 1990 Schachweltmeister sein werde.

## Bemerkenswerte Partien
Barden bezeichnete seinen Sieg gegen Weaver W. Adams 1950/51 in Hastings als seine Lieblingspartie:
1. e4 e5 2. Sf3 Sc6 3. Lc4 Italienisch, Sf6 4. Sg5 d5 5. exd5 Sxd5 6. d4 Lb4+ 7. c3 Le7 8. Sxf7 Kxf7 9. Df3+ Ke6 10. De4 Lf8 11. 0–0 Se7 12. f4 c6 13. fxe5 Kd7 14. Le2 Ke8 15. c4 Sc7 16. Sc3 Le6 17. Lg5 Dd7 18. Tad1 Tc8 19. Lxe7 Dxe7 20. d5 Dc5+ 21. Kh1 cxd5 22. cxd5 Ld7 23. e6 Lb5 24. Df4 Kd8 25. Lxb5 Sxb5 26. Sxb5 Dxb5 27. d6 1:0
Ein weiterer bemerkenswerter Sieg gelang Barden bei der britischen Meisterschaft 1959 in York mit Weiß gegen den Turniersieger Jonathan Penrose, der ein Jahr später den damaligen Weltmeister Michail Tal bezwang:
1. e4 e5 2. Sf3 Sc6 3. Lb5 Spanisch, a6 4. La4 Sf6 5. 0–0 Le7 6. Te1 b5 7. Lb3 0–0 8. c3 d6 9. h3 Sa5 10. Lc2 c5 11. d4 Dc7 12. Sbd2 Le6 13. dxe5 dxe5 14. Sg5 Ld7 15. Sf1 Tad8 16. De2 g6 17. Se3 Lc8 18. a4 c4 19. axb5 axb5 20. Td1 Txd1+ 21. Dxd1 Td8 22. De2 b4 23. Txa5! Dxa5 24. Dxc4 Tf8 25. Sxf7! Kg7 26. Sf5+! gxf5 27. Lh6+ Kg6 28. Lxf8 Lxf8 29. Sh8+ Kh6 30. Dxc8 Kg7 31. De6 Da1+ 32. Kh2 Dxb2 33. Lb3 h5 34. Df7+ Kxh8 35. Dxf8+ 1:0